# Eriophora poecila
Eriophora poecila är en spindelart som först beskrevs av Zhu och Wang 1994.  Eriophora poecila ingår i släktet Eriophora och familjen hjulspindlar. Inga underarter finns listade i Catalogue of Life.